# فيشر كوندوي
فيشر كوندوي (بالإنجليزية: Fisher Kondowe)‏ (6 نوفمبر 1982 ببلانتاير في مالاوي - ) هو لاعب كرة قدم ملاوي في مركز الوسط. شارك مع منتخب مالاوي لكرة القدم. أما مع النوادي، فقد لعب مع نادي بلاك ليوباردز ونياسا بيغ بولتس ونادي بوشبكس ونادي بلومفونتين سيلتيك.

## وصلات خارجية
- فيشر كوندوي على موقع قاعدة بيانات كرة القدم.إي يو (الإنجليزية)
- فيشر كوندوي على موقع ناشيونال فوتبول تيمز (الإنجليزية)